# Petruskirche (Steinen)

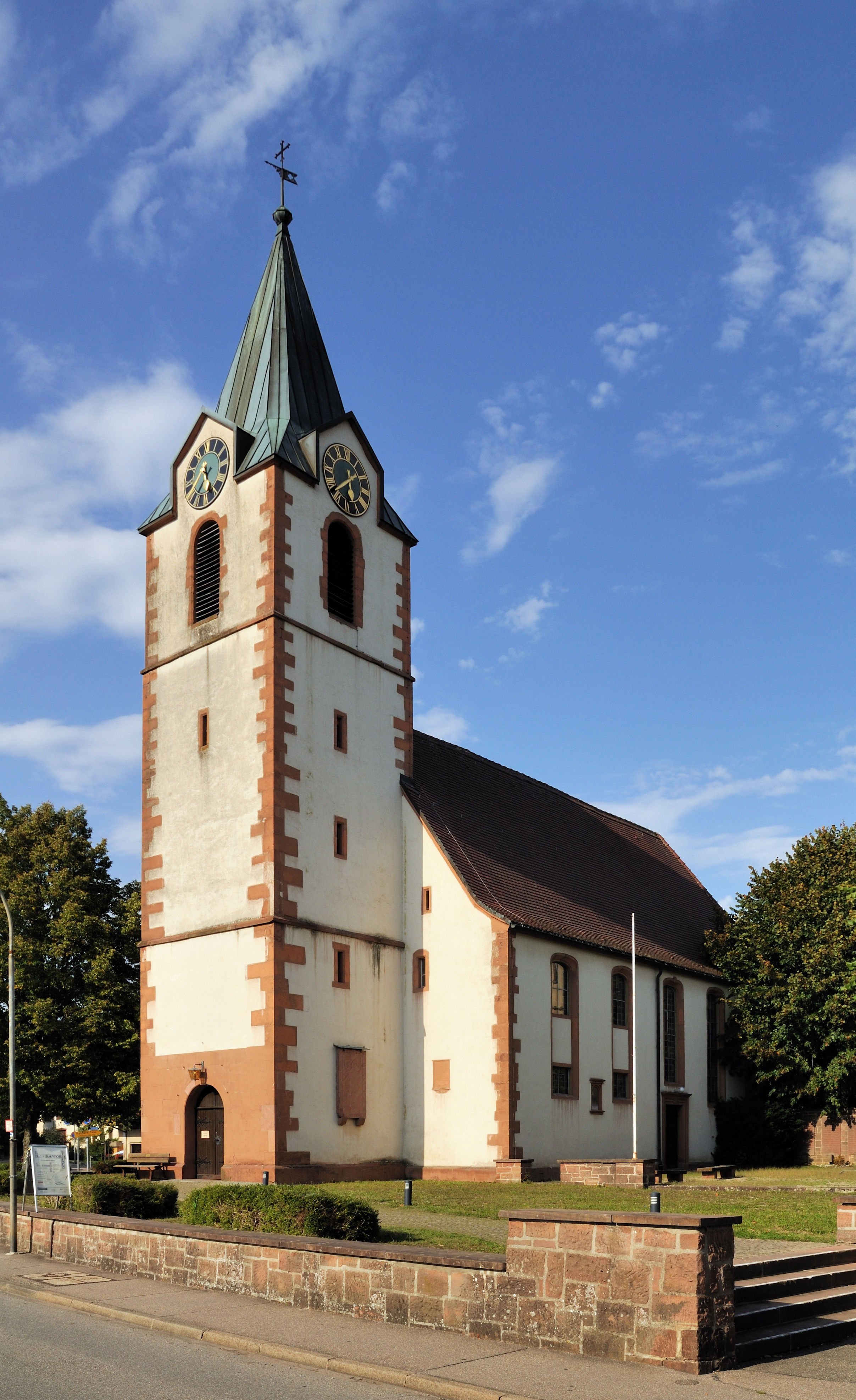
Petruskirche in Steinen

Die Petruskirche ist eine evangelische Kirche in Steinen aus dem 18. Jahrhundert. Das Gotteshaus mit dem Patrozinium des heiligen Peter wird in einer Schenkungsurkunde zum ersten Mal Anfang des 12. Jahrhunderts genannt. Einen grundlegenden Neubau erfuhr es Mitte des 18. Jahrhunderts.

## Geschichte
Eine Kirche in Steinen ist schriftlich gesichert seit 1112 vorhanden. Flurnamen wie Peterswald, Sankt Peters Acker, St. Peters Holz und St. Peters Matten belegen das Patrozinium seit 1344. In den Jahren 1380/1390 entstand an gleicher Stelle eine etwas größere Kirche, deren Reste sich heute noch in der Sakristei in Form von Mauerschlitzen und einer Piscina finden lassen. 1476 erhielt die Kirche einen Turm.
Nachdem man bei Reparaturarbeiten im Kirchendach 1726 feststellte, dass eine Erweiterung und Runderneuerung notwendig wurde, beantragte man diese 1736 und konnte 1741 die Arbeiten in Angriff nehmen. Das Gotteshaus wurde der damals neuen barocken Formgebung grundlegend angepasst und der Kirchturm erhöht. Das Jahr, in dem die Umbauarbeiten begannen ist über der südlichen Seitentüre eingemeißelt. 1759 waren die Arbeiten am Neubau abgeschlossen. Da man bei den Arbeiten die Bausubstanz am Turm und der Westwand unverändert übernahm, machten sich Schäden 1769 bemerkbar, so dass man gezwungen war, den Kirchturm von Grund auf neu zu errichten.
1958 renovierte und gestaltete man den Innenraum neu. Der Künstler Rudolf Scheurer schuf dafür einen neuen Taufstein. Auch ein neuer Altar und eine Kanzel wurde eingebracht. Die farbigen Chorfenster schuf Jürgen Brodwolf. Außerdem entfernte man zugunsten der Orgel die Nordempore.

## Beschreibung

### Kirchenbau
St. Peter in Steinen befindet sich zentrumsnah an der nördlichen Ausfallstraße Richtung Hägelberg. Südlich der Kirche befindet sich ein Vorplatz auf dem ein Kriegsdenkmal an die Gefallenen der Weltkriege erinnert. Das Langhaus besteht aus einem rechteckigen Saalbau, der mit einem Satteldach gedeckt ist. An den Längsseiten befinden sich längliche Fenster, die mit einem Segmentbögen abschließen. An der Langhauswestwand ist eine Grabtafel für Maria Tscherterin († 10. März 1675) eingelassen. An der Chorsüdwand befinden sich weitere Tafeln für Hans Heinrich Zant († 26. Januar 1658) und Maria Salome Zant († 21. Februar 1659). An der Südwand des Langhauses wird an den Soldaten Albert Tröndlin († 27. März 1871) gedacht.
Der westlich dazu angebaute dreigeschossige Glockenturm besitzt vom Boden bis zur Dachkante Eckquaderung. Am Turm befindet sich auch das Hauptportal, von dem man über eine Turmhalle das Langhaus betritt. In den unteren beiden Geschossen verfügt der Turm über kleine Mauerschlitze. Im dritten Geschoss hat er zu jeder Seite rundbogige Klangarkaden. Darüber sind zu allen vier Seiten kleine Giebel, in der das Zifferblatt der Turmuhr angebracht ist. Der Turm schließt mit einem im unteren Drittel leicht eingeknickten Pyramidendach, einer Turmkugel und einem Wetterhahn. An der Turmsüdwand erinnert ein Epitaph an Maria Reichin von Reichenstein († 1564).

### Innenraum und Ausstattung

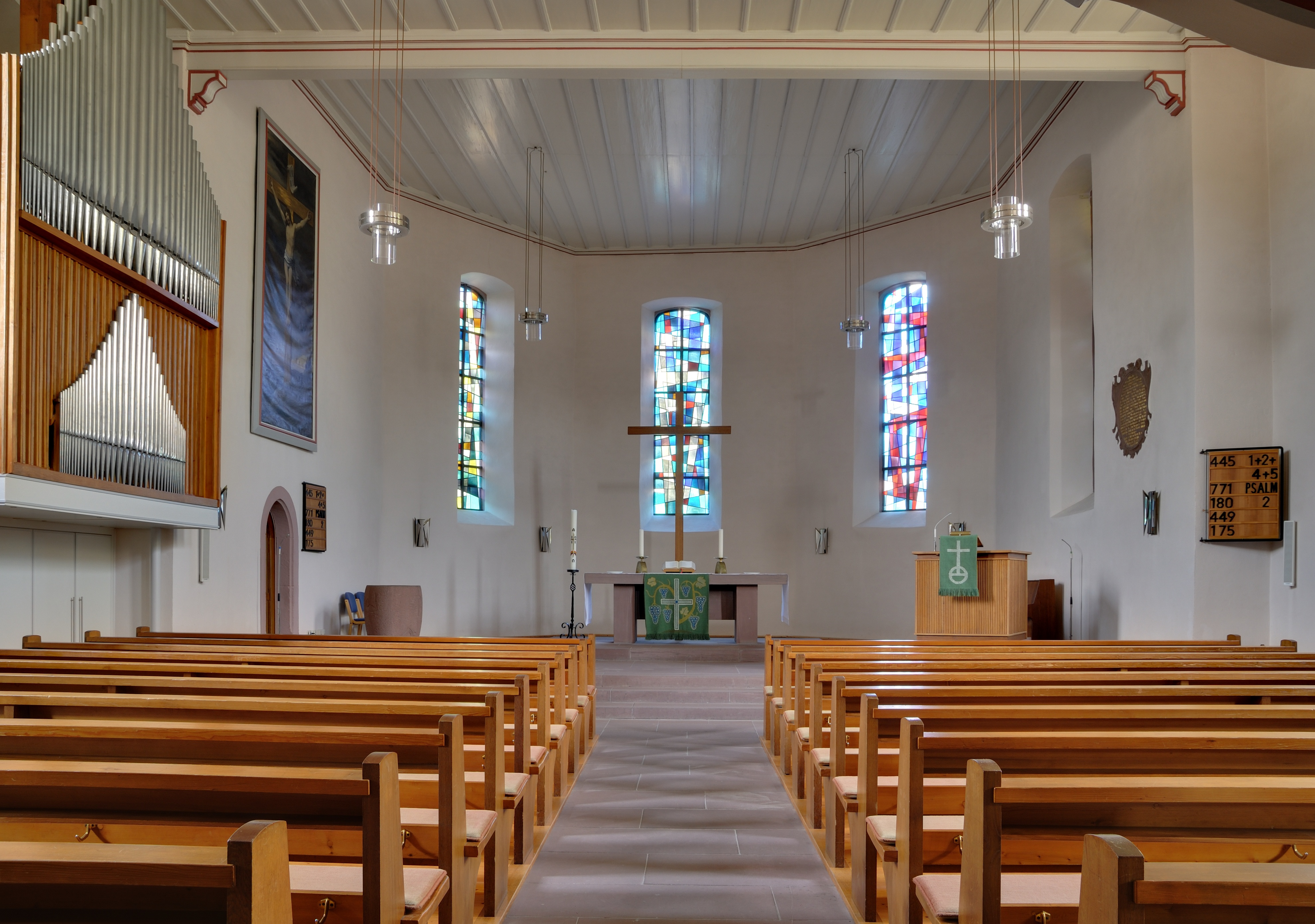
Innenraum mit Blickrichtung zum Chor

Das Langhaus  ist mit einer flachen Holzdecke eingezogen. An der Westwand befindet sich eine Empore, auf welcher der Spieltisch der Orgel aufgestellt ist. Die Orgel selbst hängt an der Nordwand als Schwalbennestorgel angebracht. Das Gemälde Christus am Kreuz schuf der Künstler Ernst Hänßler, das Christusgemälde stammt von Hans Adolf Bühler. Im Chorraum befindet sich die Grabtafel für Pfarrer Michael Brodhag (23. März 1628).

### Glocken und Orgeln
- Das dreistimmige Glockengeläut aus Stahlgussglocken wurde 1921 vom Bochumer Verein für Bergbau und Gußstahlfabrikation gegossen. Es besteht aus den Kirchenglocken Liebe (große Glocke, Schlagton cis′), Glaube (mittlere, e′) und Hoffnung (kleine Glocke, g′).

- Eine 1749 vom Markgrafen gestiftete Orgel wurde 1781 durch eine von Blasius Bernauer (1740–1818) aus Staufen im Breisgau mit zwölf Registern ausgetauscht. Das 1820 durch den Orgelbauer Hurst und 1853 durch Josef Merklin reparierte Instrument diente bis 1903. Im selben Jahr wurde es durch eine Steinmeyer-Orgel mit pneumatischer Traktur, Membranladen, zwei Manualen, einem Pedal und 17 Registern ersetzt.[8]